# Natação no Campeonato Europeu de Esportes Aquáticos de 2018 - 800 m livre masculino
A prova dos 800 metros livre masculino da natação no Campeonato Europeu de Esportes Aquáticos de 2018 ocorreu nos dias 7 e 8 de agosto no Tollcross International Swimming Centre, em Glasgow no Reino Unido. 

## Calendário
| Fase          | Data        | Hora  |
| ------------- | ----------- | ----- |
| Eliminatórias | 7 de agosto | 10:18 |
| Final         | 8 de agosto | 16:30 |

Todos os horários estão no horário local (UTC+0)

## Recordes
Antes desta competição, os recordes eram os seguintes:
|                       | Nadador              | Tempo   | Local     | Data                |
| --------------------- | -------------------- | ------- | --------- | ------------------- |
| Recorde mundial       | Zhang Lin            | 7:32.12 | Roma      | 29 de julho de 2009 |
| Recorde europeu       | Gabriele Detti       | 7:40.77 | Budapeste | 26 de julho de 2017 |
| Recorde do campeonato | Gregorio Paltrinieri | 7:42.33 | Londres   | 20 de maio de 2016  |

## Medalhistas
| Ouro                     | Prata                      | Bronze                  |
| Mykhailo Romanchuk (UKR) | Gregorio Paltrinieri (ITA) | Florian Wellbrock (GER) |

## Resultados

### Eliminatórias
Esses foram os resultados das eliminatórias. 
| Pos. | Bateria | Raia | Nadador                | Nacionalidade | Tempo   | Notas |
| ---- | ------- | ---- | ---------------------- | ------------- | ------- | ----- |
| 1    | 2       | 5    | Mykhailo Romanchuk     | Ucrânia       | 7:49.96 | Q     |
| 2    | 2       | 4    | Gregorio Paltrinieri   | Itália        | 7:50.08 | Q     |
| 3    | 1       | 4    | Marin Mogić            | Croácia       | 7:51.78 | Q     |
| 4    | 2       | 2    | Jan Micka              | Chéquia       | 7:52.14 | Q     |
| 5    | 2       | 7    | Damien Joly            | França        | 7:52.54 | Q     |
| 6    | 2       | 1    | Domenico Acerenza      | Itália        | 7:52.80 | Q     |
| 7    | 3       | 3    | Florian Wellbrock      | Alemanha      | 7:53.62 | Q     |
| 8    | 3       | 5    | Henrik Christiansen    | Noruega       | 7:53.94 | Q     |
| 9    | 3       | 2    | Serhiy Frolov          | Ucrânia       | 7:54.31 |       |
| 9    | 3       | 6    | Victor Johansson       | Suécia        | 7:54.31 |       |
| 11   | 3       | 1    | Anton Ipsen            | Dinamarca     | 7:54.34 |       |
| 12   | 2       | 3    | Felix Auböck           | Áustria       | 7:55.56 |       |
| 13   | 1       | 6    | Vuk Čelić              | Sérvia        | 7:56.58 |       |
| 14   | 3       | 4    | Wojciech Wojdak        | Polónia       | 7:56.83 |       |
| 15   | 2       | 8    | Ilya Druzhinin         | Rússia        | 7:57.54 |       |
| 16   | 1       | 5    | Tom Derbyshire         | Reino Unido   | 7:58.26 |       |
| 17   | 3       | 0    | Jay Lelliott           | Reino Unido   | 7:58.67 |       |
| 18   | 3       | 7    | Henning Mühlleitner    | Alemanha      | 7:58.77 |       |
| 19   | 1       | 3    | Albert Escrits         | Espanha       | 8:01.39 |       |
| 20   | 3       | 8    | Poul Zellmann          | Alemanha      | 8:03.07 |       |
| 21   | 1       | 2    | Bogdan-Andrei Scarlat  | Roménia       | 8:03.98 |       |
| 22   | 2       | 0    | Filip Zaborowski       | Polónia       | 8:06.48 |       |
| 23   | 2       | 9    | Dávid Lakatos          | Hungria       | 8:07.51 |       |
| 24   | 1       | 1    | Guilherme Pina         | Portugal      | 8:07.96 |       |
| 25   | 1       | 7    | Andreas Georgakopoulos | Grécia        | 8:25.42 |       |
| 26   | 1       | 0    | Frenc Berdaku          | Albânia       | 8:44.70 |       |
| —    | 1       | 8    | Maksym Shemberev       | Azerbaijão    | DNS     | DNS   |
| —    | 1       | 9    | Spiro Goga             | Albânia       | DNS     | DNS   |
| —    | 2       | 6    | David Aubry            | França        | DNS     | DNS   |

### Final
Esse foi o resultado da final. 
| Pos.              | Raia | Nadador              | Nacionalidade | Tempo   | Notas |
| ----------------- | ---- | -------------------- | ------------- | ------- | ----- |
| Medalha de ouro   | 4    | Mykhailo Romanchuk   | Ucrânia       | 7:42.96 |       |
| Medalha de prata  | 5    | Gregorio Paltrinieri | Itália        | 7:45.12 |       |
| Medalha de bronze | 1    | Florian Wellbrock    | Alemanha      | 7:45.60 |       |
| 4                 | 8    | Henrik Christiansen  | Noruega       | 7:46.75 |       |
| 5                 | 6    | Jan Micka            | Chéquia       | 7:49.73 |       |
| 6                 | 7    | Domenico Acerenza    | Itália        | 7:51.64 |       |
| 7                 | 2    | Damien Joly          | França        | 7:56.75 |       |
| 8                 | 3    | Marin Mogić          | Croácia       | 7:58.03 |       |

Legenda
| Recorde mundial       | Recorde mundial (World record)               |                       | Recorde africano                      | Recorde africano (African) |                                           | Q | Classificado por posição (Qualified) |
| Recorde do campeonato | Recorde do campeonato (Championship record)  | Recorde da América    | Recorde da América (Americas)         | q                          | Classificado por melhor tempo (Qualified) |   |                                      |
| Melhor marca do ano   | Melhor marca do ano (World leading)          | Recorde asiático      | Recorde asiático (Asian)              | DNS                        | Não largou (Did not start)                |   |                                      |
| Recorde nacional      | Recorde nacional (National record)           | Recorde europeu       | Recorde europeu (European)            | DNF                        | Não terminou (Did not finish)             |   |                                      |
| Recorde pessoal       | Recorde pessoal do atleta (Personal best)    | Recorde da Oceania    | Recorde da Oceania (Oceania)          | DSQ / DQ                   | Desclassificado (Disqualified)            |   |                                      |
| Recorde da temporada  | Recorde da temporada do atleta (Season best) | Recorde sul-americano | Recorde sul-americano (South America) | NM                         | Sem marca (No mark)                       |   |                                      |